# Nínox de Mindanao
El nínox de Mindanao (Ninox spilocephala) és una espècie d'ocell de la família dels estrígids (Strigidae). Habita la selva humida des l'illa de Mindanao, a les Filipines. El seu estat de conservació es considera gairebé amenaçat.
És una espècie recentment separada de Ninox philippensis, arran els treballs de Rasmussen et al. 2012.